# Dynasphere
 (mars 2024).
La Dynasphère (parfois orthographié Dynosphère de manière incorrecte) est une conception de véhicule monoroue brevetée en 1930 par John Archibald Purves (en), un Membre de la Royal Society of Edinburgh, à Taunton, au Royaume-Uni,. Purves s'est inspiré d'un croquis de Léonard de Vinci.

## Conception
Deux prototypes sont initialement construits : un modèle électrique plus petit et un avec un moteur à essence qui atteint 2,5 ou 6 chevaux selon la source consultée, utilisant un moteur Douglas à deux cylindres refroidi par air, avec une boîte de vitesses à trois vitesses, assurant également la marche arrière.
Le modèle Dynasphere atteint des vitesses de pointe entre 40 à 48 km/h,. Le prototype à essence mesure 10 pieds (3,048 m) de haut et est construit en treillis de fer pesant 450 kg. La génération d’après comporte dix arceaux extérieurs, recouverts d'une doublure en cuir, façonnés afin de présenter un petit profil au sol.
Le siège du conducteur et le moteur forment une seule unité, montée avec des roues sur les rails intérieurs de l'arceau extérieur. Le siège de conduite et l'unité moteur, lorsqu'ils sont propulsés vers l'avant, tentent ainsi de « grimper » sur les rails sphériques, faisant rouler la cage vers l'avant. La direction du prototype est grossière, obligeant le conducteur à se pencher dans la direction souhaitée, bien que Purves envisage de futurs modèles équipés d'engrenages qui déplaceraient le boîtier intérieur sans se pencher, inclinant ainsi la Dynasphère dans la direction du déplacement. La dernière version comporte dix cerceaux, possède un volant engageant des engrenages basculants et a été filmé par Pathé en 1932, dans laquelle les avantages du véhicule sont d'abord décrits puis démontrés sur le circuit de Brooklands. Beatrice Shilling et le fils de l'inventeur, C.E. Purves, soumettent le modèle à un essai routier, qui comprend une tentative de freinage. Un nouveau modèle est ensuite construit par Purves, celui-ci peut accueillir jusqu’à huit passagers, le "Dynasphere 8", spécialement conçu pour une utilisation sur la plage.

## Histoire
Purves est très optimiste concernant les perspectives de son invention. Comme le rapporte un article du magazine Popular Science en 1932, après un essai routier filmé la même année sur une plage de Weston-super-Mare, dans le Somerset, il déclare que la Dynasphère « réduisait la locomotion à la forme la plus simple possible, avec pour conséquence une économie d'énergie ». Il ajoute également que c'était « le véhicule à grande vitesse du futur ». Un article qui paraît dans le numéro de février 1935 du Meccano Magazine (en) note que même si la Dynasphère n'en est qu'à un stade expérimental, « elle possède tellement d'avantages que nous pourrions éventuellement voir des roues gigantesques semblables à celle montrée sur notre couverture rouler le long de nos autoroutes en aussi grand nombre, comme le font les automobiles aujourd'hui ». Selon le livre Crazy Cars de 2007, l'une des raisons pour lesquelles la Dynasphere n'a pas réussi est que « même si le [véhicule] pouvait très bien avancer, il était presque impossible de diriger ou de freiner ». Un autre aspect du véhicule qui est critiqué est le phénomène de « gerbilation », la tendance lors de l'accélération ou du freinage du véhicule pour que le boîtier indépendant retenant le conducteur dans la monoroue tourne dans la structure mobile[pas clair].